# Art nouveau em Bruxelas

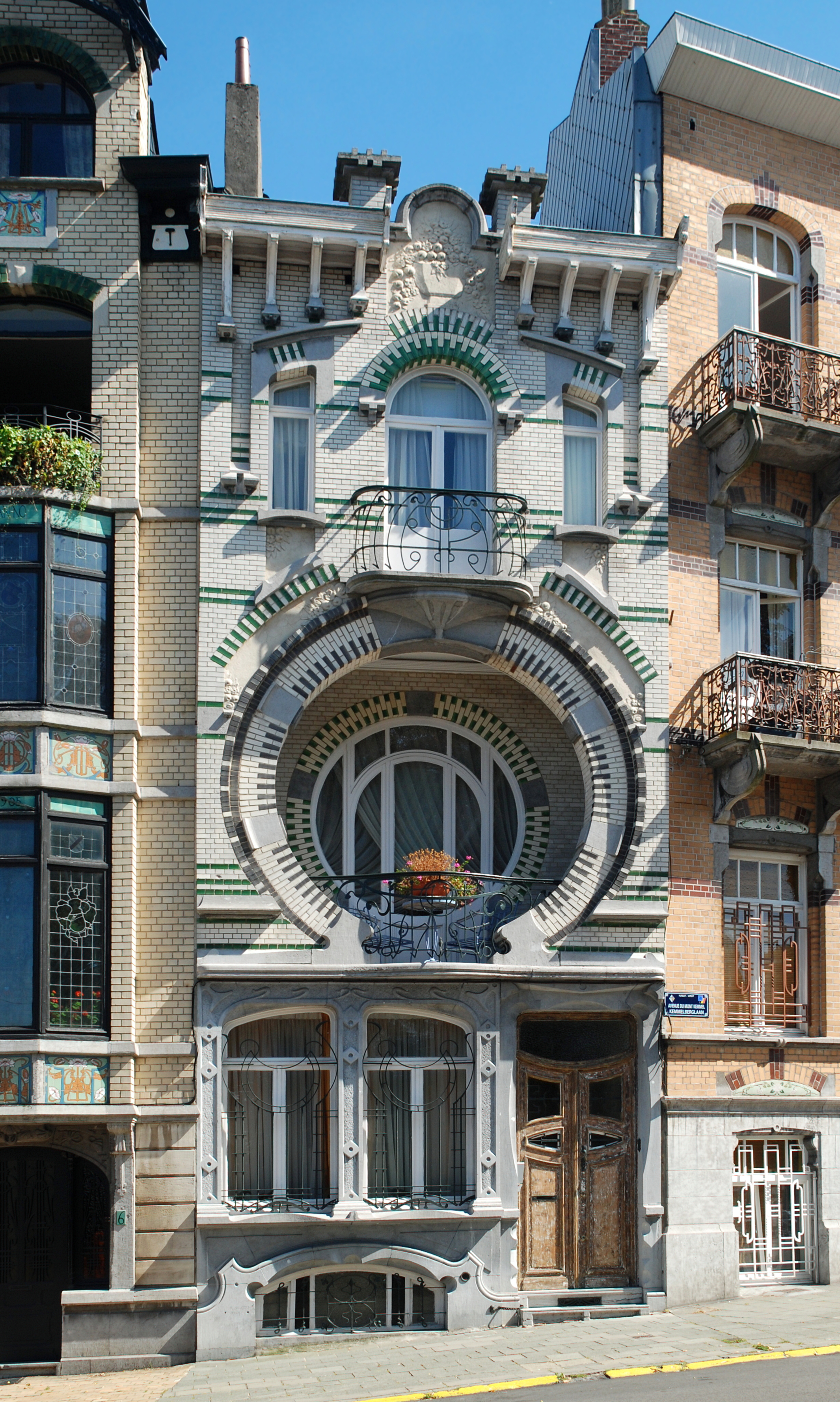
A Casa Nelissen em Forestː um exemplo de art nouveau geométrico.

Este artigo trata dos edifícios art Nouveau em Bruxelas.

## Histórico
O art nouveau (arte nova) é um movimento artístico do fim do século XIX e do início do século XX que nasce de uma reacção ao academicismo europeu do século XIX. Esse estilo usa uma estética de linhas curvas, inspiradas em formas e estruturas naturais.

A Casa Tassel em Bruxelas é, frequentemente, considerada como o acto fundador da arquitectura de estilo art nouveau. Obra do arquitecto Victor Horta em 1892-1893, este edifício incentiva rapidamente a emulação do seus confrades. Alguns dos bairros de Bruxelas como Schaerbeek, Etterbeek, Ixelles e Saint-Gilles desenvolveram-se durante a época dourada do art nouveau.
Apesar de muitas demolições executadas entre o final da Segunda Guerra Mundial e o fim da década dos anos 1960, Bruxelas ainda tem mais de 500 edifícios de estilo art nouveau.

## Protecções

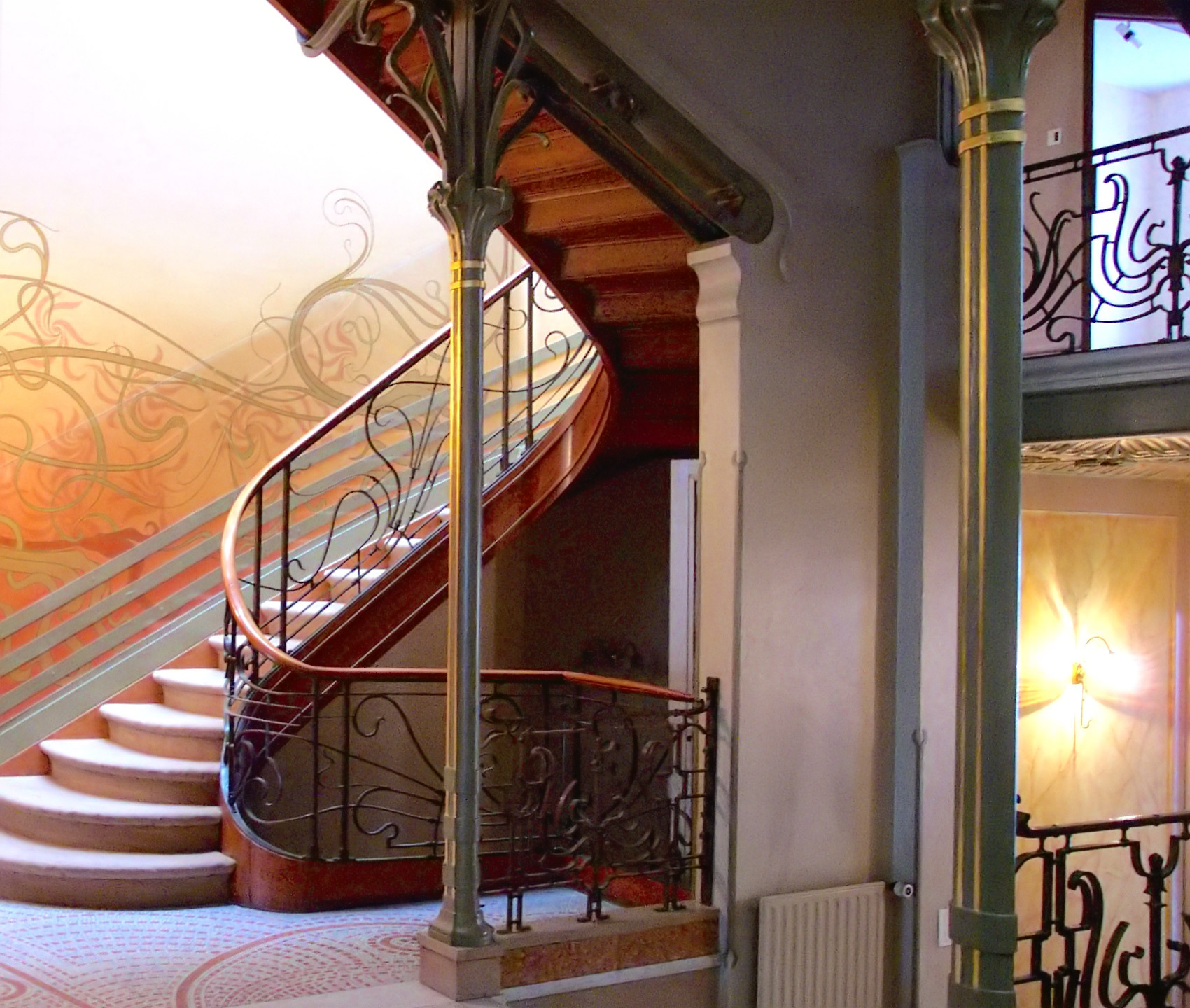
Escadaria art nouveau, casa Tassel, Bruxelas

Entre as várias realizações bruxelenses de estilo art nouveau, 4 obras de Victor Horta estão inscritas no Património Mundial em 2000, sob a designação comum de "habitações maiores do arquitecto Victor Horta": as casas Tassel, Solvay, van Eetvelde e a casa Horta (actual Casa-Museu Horta).
O Palácio Stoclet, obra realizada entre 1905 e 1912 pelo arquitecto austríaco Josef Hoffmann, um dos fundadores da Secessão de Viena, é, também, inscrita no Património Mundial em 2009.

## Principais arquitectosart nouveaude Bruxelas

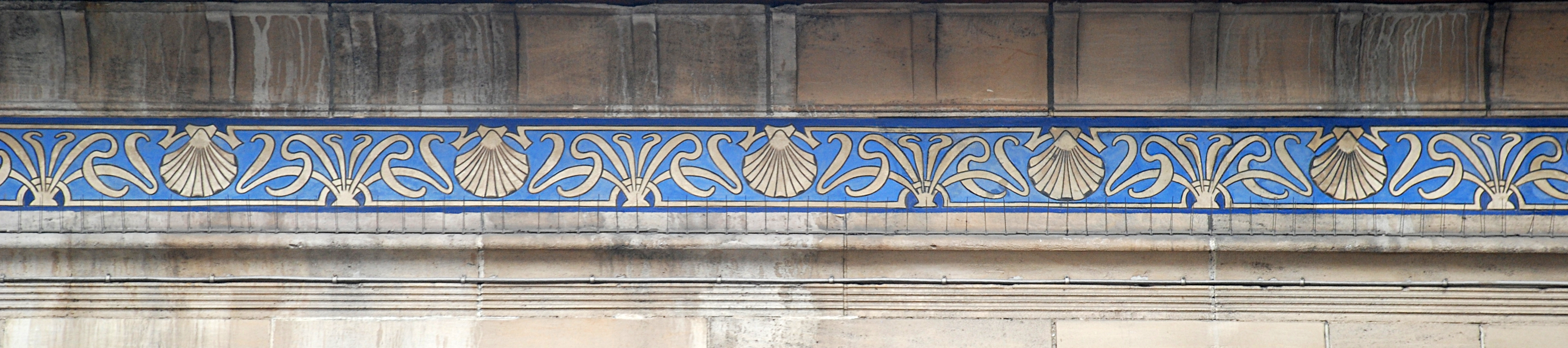
Friso art nouveau da Casa Otlet, por Octave van Rysselberghe.

- Victor Horta
- Henry Van de Velde
- Louis Bral
- Paul Hankar
- Armand Van Waesberghe
- Ernest Blerot
- Gabriel Charle
- Émile Hellemans
- Léon Sneyers
- Paul Hamesse
- Octave van Rysselberghe
- Henri Privat-Livemont
- Léon Delune
- Léon Govaerts
- Alban Chambon

## Edifícios
Nesta lista, encontram-se, realçados, os lugares acessíveis ao público (museus, galerias, cafés, hotéis, restaurantes, butiques etc.).

### Centro da cidade
| Edifício                                       | Arquitecto                     | Endereço                                      | Município             | Data                                                                                         | Coordonnées                                                                        | Imagem |
| ---------------------------------------------- | ------------------------------ | --------------------------------------------- | --------------------- | -------------------------------------------------------------------------------------------- | ---------------------------------------------------------------------------------- | ------ |
| Anciens magasins Waucquez                      | Victor Horta                   | Rue des Sables 20                             | Bruxelas              | 1903-1906                                                                                    | 50° 51′ 04″ Nord 4° 21′ 36″ Est / 50.8511, 4.36 (Anciens magasins Waucquez)        |        |
| Anciens magasins Wolf                          | Louis Bral                     | Rue du Canal 11/13                            | Bruxelas              | 1905                                                                                         | 50° 51′ 17″ Nord 4° 21′ 06″ Est / 50.8548, 4.3516 (Anciens magasins Wolf)          |        |
| Anciens magasins Wolfers frères                | Victor Horta                   | Rue d'Arenberg 11/13                          | Bruxelas              | 1909-1912                                                                                    | 50° 50′ 53″ Nord 4° 21′ 24″ Est / 50.848, 4.3567 (Anciens magasins Wolfers frères) |        |
| Chemiserie Niguet (devanture)                  | Paul Hankar                    | Rue Royale 13                                 | Bruxelas              | 1896                                                                                         | 50° 50′ 53″ Nord 4° 21′ 48″ Est / 50.848, 4.3632 (Chemiserie Niguet)               |        |
| Cité Hellemans                                 | Émile Hellemans                | Rue Blaes e arredores                         | Bruxelas              | 1905-1914                                                                                    |                                                                                    |        |
| Grande Maison de Blanc (cerâmicas)             | Henri Privat-Livemont          | Rue du Marché aux Poulets 32/34               | Bruxelas              | 1897                                                                                         | 50° 50′ 56″ Nord 4° 21′ 04″ Est / 50.8488, 4.351 (Grande Maison de Blanc)          |        |
| Hôtel Frison                                   | Victor Horta                   | Rue Lebeau 37                                 | Bruxelas              | 1894-1895                                                                                    | 50° 50′ 33″ Nord 4° 21′ 15″ Est / 50.8426, 4.3541 (Hôtel Frison)                   |        |
| Hôtel Gresham                                  | Léon Govaerts                  | Place Royale 3                                | Bruxelas              | 1900-1901                                                                                    | 50° 50′ 31″ Nord 4° 21′ 31″ Est / 50.842, 4.3587 (Hôtel Gresham)                   |        |
| Hôtel Métropole (intérieur)                    | Alban Chambon                  | Place de Brouckère                            | Bruxelas              | 1893                                                                                         | 50° 51′ 05″ Nord 4° 21′ 13″ Est / 50.8514, 4.3536 (Hôtel Métropole)                |        |
| Jardin d'enfants n°15 de la ville de Bruxelles | Victor Horta                   | Rue Saint-Ghislain 40                         | Bruxelas              | 1895-1899                                                                                    | 50° 50′ 21″ Nord 4° 20′ 52″ Est / 50.8391, 4.3479 (Jardin d'enfants)               |        |
| Magasin Marjolaine (devanture)                 | Léon Sneyers                   | Rue de la Madeleine 7                         | Bruxelas              | 1904                                                                                         | 50° 50′ 46″ Nord 4° 21′ 17″ Est / 50.846, 4.3547 (Magasin Marjolaine)              |        |
| Maison Cortvriendt                             | Léon Sneyers                   | Rue de Nancy 6/8                              | Bruxelas              | 1900                                                                                         | 50° 50′ 23″ Nord 4° 20′ 53″ Est / 50.8397, 4.348 (Maison Cortvriendt)              |        |
| Musées royaux des beaux-arts de Belgique       | Collection Gillion-Crowet      | Rue de la Régence 3                           | Bruxelas              | 50° 50′ 31″ Nord 4° 21′ 28″ Est / 50.8419, 4.3577 (Musées royaux des beaux-arts de Belgique) |                                                                                    |        |
| Old England                                    | Paul Saintenoy                 | Rue Montagne de la Cour 2                     | Bruxelas              | 1898-1899                                                                                    | 50° 50′ 34″ Nord 4° 21′ 32″ Est / 50.8428, 4.3588 (Old England)                    |        |
| Palace Hôtel                                   | Adhémar Lener et Antoine Pompe | Place Charles Rogier 22/24 et rue Gineste 3/5 | Saint-Josse-ten-Noode | 1898-1899                                                                                    | 50° 51′ 20″ Nord 4° 21′ 34″ Est / 50.8555, 4.3595 (Palace Hôtel)                   |        |
| Palais du vin                                  | Fernand Symons                 | Rue des Tanneurs 58/62                        | Bruxelas              | 1901                                                                                         | 50° 50′ 23″ Nord 4° 20′ 48″ Est / 50.8397, 4.3467 (Palais du vin)                  |        |
| Taverne-restaurant Falstaff                    | E.Houbion                      | Rue Henri Maus 17/19                          | Bruxelas              | 1903                                                                                         | 50° 50′ 52″ Nord 4° 21′ 00″ Est / 50.8477, 4.3499 (Taverne-restaurant Falstaff)    |        |

### Bairro Louise e Ixelles
| Edifício                          | Arquitecto                                    | Endereço                          | Município    | Data                                                                           | Coordonnées                                                                           | Illus. |
| --------------------------------- | --------------------------------------------- | --------------------------------- | ------------ | ------------------------------------------------------------------------------ | ------------------------------------------------------------------------------------- | ------ |
| Atelier du maître-verrier Sterner | Ernest Delune                                 | Rue du Lac 6                      | Ixelles      | 1902                                                                           | 50° 49′ 28″ Nord 4° 22′ 15″ Est / 50.8244, 4.3707 (Atelier du maître-verrier Sterner) |        |
| Hôtel Ciamberlani                 | Paul Hankar                                   | Rue Defacqz 48                    | Ixelles      | 1897                                                                           | 50° 49′ 40″ Nord 4° 21′ 35″ Est / 50.8279, 4.3597 (Hôtel Ciamberlani)                 |        |
| Hôtel De Brouckère                | Octave van Rysselberghe et Henry Van de Velde | Rue Jordaens 34                   | Bruxeles     | 1896                                                                           | 50° 49′ 15″ Nord 4° 22′ 08″ Est / 50.8209, 4.3688 (Hôtel De Brouckère)                |        |
| Hôtel du baron Buffin             | Henri Jacobs                                  | Rue Caroly 19                     | Ixelles      | 1904                                                                           | 50° 50′ 19″ Nord 4° 22′ 12″ Est / 50.8385, 4.3699 (Hôtel du baron Buffin)             |        |
| Hôtel José Ciamberlani            | Paul Hankar                                   | Rue Paul-Emile Janson 13/15       | Ixelles      | 1897                                                                           | 50° 49′ 39″ Nord 4° 21′ 39″ Est / 50.8276, 4.3607 (Hôtel José Ciamberlani)            |        |
| Hôtel Max Hallet                  | Victor Horta                                  | Avenue Louise 346                 | Bruxelles    | 1903-1904                                                                      | 50° 49′ 20″ Nord 4° 22′ 10″ Est / 50.8223, 4.3695 (Hôtel Max Hallet)                  |        |
| Hôtel Otlet                       | Octave van Rysselberghe                       | Rue de Livourne 48                | Bruxelles    | 1894-1898                                                                      | 50° 49′ 47″ Nord 4° 21′ 35″ Est / 50.8296, 4.3597 (Hôtel Otlet)                       |        |
| Hôtel René Janssens               | Paul Hankar                                   | Rue Defacqz 50                    | Ixelles      | 1898                                                                           | 50° 49′ 40″ Nord 4° 21′ 35″ Est / 50.8279, 4.3596 (Hôtel René Janssens)               |        |
| Hôtel Solvay Património Mundial   | Victor Horta                                  | Avenue Louise 224                 | Bruxelles    | 1895-1898                                                                      | 50° 49′ 35″ Nord 4° 21′ 55″ Est / 50.8263, 4.3653 (Hôtel Solvay)                      |        |
| Hôtel Tassel Património Mundial   | Victor Horta                                  | Rue Paul-Emile Janson 6           | Bruxelles    | 1893                                                                           | 50° 49′ 40″ Nord 4° 21′ 43″ Est / 50.8278, 4.362 (Hôtel Tassel)                       |        |
| Maisons                           | Ernest Blerot                                 | Rue Belle Vue 30/32/42/44/46      | Bruxelles    | 50° 49′ 14″ Nord 4° 22′ 19″ Est / 50.8205, 4.372 (Maison)                      |                                                                                       |        |
| Maison                            | Ernest Blerot                                 | Avenue des Klauwaerts 15/16       | Ixelles      | 1907                                                                           | 50° 49′ 18″ Nord 4° 22′ 30″ Est / 50.8216, 4.375 (Maison)                             |        |
| Maison                            | Ernest Blerot                                 | Avenue Général de Gaulle 38/39    | Ixelles      | 1904                                                                           | 50° 49′ 26″ Nord 4° 22′ 19″ Est / 50.824, 4.372 (Maison)                              |        |
| Maison                            | Armand Van Waesberghe                         | Rue Faider 85                     | Ixelles      | 1900                                                                           | 50° 49′ 37″ Nord 4° 21′ 34″ Est / 50.8269, 4.3595 (Maison)                            |        |
| Maison                            | Léon Delune                                   | Rue des Champs Elysées 74         | Ixelles      | 1910                                                                           | 50° 49′ 46″ Nord 4° 22′ 07″ Est / 50.8295, 4.3686 (Maison)                            |        |
| Maison                            | Paul Hamesse                                  | Rue des Champs Elysées 72         | Ixelles      | 1908                                                                           | 50° 49′ 46″ Nord 4° 22′ 07″ Est / 50.8295, 4.3685 (Maison)                            |        |
| Maison Beukman                    | Albert Roosenboom                             | Rue Faider 83                     | Ixelles      | 1900                                                                           | 50° 49′ 37″ Nord 4° 21′ 34″ Est / 50.827, 4.3595 (Maison Beukman)                     |        |
| Maison de l'Entrepreneur          | Édouard Pelseneer                             | Rue Malibran 47                   | Ixelles      | 1900                                                                           | 50° 49′ 49″ Nord 4° 22′ 24″ Est / 50.8302, 4.3734 (Maison de l'Entrepreneur)          |        |
| Maison Hankar                     | Paul Hankar                                   | Rue Defacqz 71                    | Saint-Gilles | 1893                                                                           | 50° 49′ 38″ Nord 4° 21′ 28″ Est / 50.8272, 4.3578 (Maison Hankar)                     |        |
| Maison Sander Pierron             | Victor Horta                                  | Rue de l'Aqueduc 157              | Ixelles      | 1903                                                                           | 50° 49′ 25″ Nord 4° 21′ 21″ Est / 50.8236, 4.3558 (Maison Sander Pierron)             |        |
| Maison Van Rysselberghe           | Octave van Rysselberghe                       | Rue de Livourne 83                | Ixelles      | 1912                                                                           | 50° 49′ 41″ Nord 4° 21′ 39″ Est / 50.8281, 4.3608 (Maison Van Rysselberghe)           |        |
| Maison Vinck                      | Victor Horta                                  | Rue de Washington 85              | Ixelles      | 1903                                                                           | 50° 49′ 41″ Nord 4° 21′ 39″ Est / 50.8281, 4.3608 (Maison Vinck)                      |        |
| Maison-atelier Géo Ponchon        | Rue de la Croix 25                            | Ixelles                           | 1898         | 50° 49′ 53″ Nord 4° 21′ 57″ Est / 50.8315, 4.3659 (Maison-atelier Géo Ponchon) |                                                                                       |        |
| Maison-atelier Taymans            | Paul Hamesse                                  | Rue des Champs Elysées 6          | Ixelles      | 1906                                                                           | 50° 49′ 55″ Nord 4° 21′ 58″ Est / 50.832, 4.3661 (Maison-atelier Taymans)             |        |
| Séquence                          | Ernest Blerot                                 | Rue Ernest Solvay 12 à 22         | Ixelles      | 1900                                                                           | 50° 50′ 10″ Nord 4° 21′ 51″ Est / 50.836, 4.3642 (Séquence)                           |        |
| Séquence                          | Ernest Blerot                                 | Rue Saint-Boniface 15/17/19/20/22 | Ixelles      | 1900                                                                           | 50° 50′ 10″ Nord 4° 21′ 51″ Est / 50.8362, 4.3643 (Séquence)                          |        |
| Vitrail La Vague                  | Raphaël Évaldre et Henri Privat-Livemont      | Rue de l'Arbre Bénit 123          | Ixelles      | 1897                                                                           | 50° 49′ 50″ Nord 4° 21′ 50″ Est / 50.8305, 4.3639 (Vitrail La Vague)                  |        |

### Bairro dos Squares e do Cinquantenaire
| Edifício                                   | Arquitecto            | Endereço                       | Município           | Date      | Coordonnées                                                                                    | imagem |
| ------------------------------------------ | --------------------- | ------------------------------ | ------------------- | --------- | ---------------------------------------------------------------------------------------------- | ------ |
| Atelier Potvin                             | Paul Hamesse          | Rue Charles-Quint 103          | Bruxelles           | 1898      | 50° 50′ 57″ Nord 4° 23′ 11″ Est / 50.8492, 4.3864 (Atelier Potvin)                             |        |
| Hôtel Defize                               | Léon Govaerts         | Avenue Palmerston 14           | Bruxelles           | 1898-1900 | 50° 50′ 50″ Nord 4° 22′ 52″ Est / 50.8472, 4.3811 (Hôtel Defize)                               |        |
| Hôtel Deprez-Van de Velde                  | Victor Horta          | Avenue Palmerston 3            | Bruxelles           | 1896-1899 | 50° 50′ 48″ Nord 4° 22′ 50″ Est / 50.8466, 4.3806 (Hôtel Deprez-Van de Velde)                  |        |
| Hôtel van Eetvelde Património Mundial      | Victor Horta          | Avenue Palmerston 2/4          | Bruxelles           | 1895-1897 | 50° 50′ 50″ Nord 4° 22′ 50″ Est / 50.8472, 4.3806 (Hôtel van Eetvelde)                         |        |
| Maison                                     | Gustave Strauven      | Rue Saint-Quentin 30/32        | Bruxelles           | 1899      | 50° 50′ 43″ Nord 4° 22′ 51″ Est / 50.8452, 4.3809 (Maison)                                     |        |
| Maison                                     | Armand Van Waesberghe | Rue Philippe le Bon 55         | Bruxelles           | 1898      | 50° 50′ 51″ Nord 4° 22′ 38″ Est / 50.8474, 4.3772 (Maison)                                     |        |
| Maison                                     | Armand Van Waesberghe | Square Gutenberg 5             | Bruxelles           | 1898      | 50° 50′ 51″ Nord 4° 22′ 38″ Est / 50.8475, 4.3773 (Maison)                                     |        |
| Maison                                     | Victor Taelemans      | Rue Philippe le Bon 70         | Bruxelles           | 1901      | 50° 50′ 51″ Nord 4° 22′ 37″ Est / 50.8476, 4.377 (Maison)                                      |        |
| Maison                                     | Armand Van Waesberghe | Avenue de la Brabançonne 50/52 | Schaerbeek          | 1898      | 50° 50′ 57″ Nord 4° 23′ 07″ Est / 50.8493, 4.3853 (Maison)                                     |        |
| Maison Cauchie                             | Paul Cauchie          | Rue des Francs 5               | Etterbeek           | 1905      | 50° 50′ 18″ Nord 4° 23′ 43″ Est / 50.8384, 4.3953 (Maison Cauchie)                             |        |
| Maison des Quackers                        | Georges Hobé          | Square Ambiorix 50             | Bruxelles           | 1899      | 50° 50′ 51″ Nord 4° 22′ 55″ Est / 50.8474, 4.3819 (Maison des Quackers)                        |        |
| Maison Saint-Cyr                           | Gustave Strauven      | Square Ambiorix 11             | Bruxelles           | 1901-1903 | 50° 50′ 52″ Nord 4° 23′ 02″ Est / 50.8478, 4.3839 (Maison Saint-Cyr)                           |        |
| Maison Strauven                            | Gustave Strauven      | Rue de Luther 28               | Bruxelles           | 1902      | 50° 51′ 02″ Nord 4° 23′ 07″ Est / 50.8506, 4.3853 (Maison Strauven)                            |        |
| Maison Van den Heede                       | Gustave Strauven      | Rue de l'Abdication 4          | Bruxelles           | 1902      | 50° 51′ 00″ Nord 4° 23′ 11″ Est / 50.85, 4.3864 (Maison Van den Heede)                         |        |
| Maison Van Dyck                            | Gustave Strauven      | Boulevard Clovis 85/87         | Bruxelles           | 1900      | 50° 51′ 00″ Nord 4° 22′ 51″ Est / 50.8501, 4.3807 (Maison Van Dyck)                            |        |
| Maison-atelier du sculpteur Pierre Braecke | Victor Horta          | Rue de l'Abdication 31         | Bruxelles           | 1901-1903 | 50° 51′ 00″ Nord 4° 23′ 12″ Est / 50.8499, 4.3866 (Maison-atelier du sculpteur Pierre Braecke) |        |
| Palais Stoclet Património Mundial          | Josef Hoffmann        | Avenue de Tervueren 271        | Woluwe-Saint-Pierre | 1906-1911 | 50° 50′ 06″ Nord 4° 24′ 58″ Est / 50.835, 4.4161 (Palais Stoclet)                              |        |

### Saint-Gilles e Forest
| Edifício                                                | Arquitecto                         | Endereço                           | Município    | Date                                                                  | Coordonnées                                                                                                   | Illus. |
| ------------------------------------------------------- | ---------------------------------- | ---------------------------------- | ------------ | --------------------------------------------------------------------- | --- | ------ |
| Ateliê de escultura de Jacques Sermon e Henri Pletinckx | Richard Pringiers                  | Rue Arthur Diderich 47             | Saint-Gilles | 1900                                                                  | 50° 49′ 21″ Nord 4° 20′ 37″ Est / 50.8226, 4.3436 (Atelier de sculpture de Jacques Sermon et Henri Pletinckx) |        |
| Clínica do doutor Van Neck                              | Antoine Pompe                      | Rue Henri Wafelaerts 53            | Saint-Gilles | 1910                                                                  | 50° 49′ 16″ Nord 4° 21′ 00″ Est / 50.8212, 4.3501 (Clinique du Docteur Van Neck)                              |        |
| Escola Rodenbach                                        | Henri Jacobs                       | Rue Rodenbach 33                   | Forest       | 1905                                                                  | 50° 49′ 10″ Nord 4° 20′ 39″ Est / 50.8194, 4.3441 (École Rodenbach)                                           |        |
| Hotel Hannon                                            | Jules Brunfaut                     | Rue de Jonction 1                  | Saint-Gilles | 1902                                                                  | 50° 49′ 15″ Nord 4° 21′ 08″ Est / 50.8208, 4.3522 (Hôtel Hannon)                                              |        |
| Hotel Winssinger                                        | Victor Horta                       | Rue de l'Hôtel des Monnaies 66     | Saint-Gilles | 1894                                                                  | 50° 49′ 52″ Nord 4° 20′ 55″ Est / 50.8311, 4.3487 (Hôtel Winssinger)                                          |        |
| Imóvel De Beck                                          | Gustave Strauven                   | Avenue Paul Dejaer 9               | Saint-Gilles | 1902                                                                  | 50° 49′ 35″ Nord 4° 20′ 41″ Est / 50.8263, 4.3446 (Immeuble De Beck)                                          |        |
| Alojamento dos trabalhadores                            | Henri Jacobs                       | Rue Rodenbach 14 à 22              | Forest       | 1901                                                                  | 50° 49′ 12″ Nord 4° 20′ 40″ Est / 50.8199, 4.3445 (Logements ouvriers)                                        |        |
| Alojamento dos trabalhadores                            | Léon Govaerts                      | Rue Marconi 32                     | Forest       | 1901                                                                  | 50° 49′ 12″ Nord 4° 20′ 37″ Est / 50.8199, 4.3436 (Logements ouvriers)                                        |        |
| Magasin Forge                                           | Paul Hankar                        | Avenue Paul Dejaer 6               | Saint-Gilles | 1898                                                                  | 50° 49′ 35″ Nord 4° 20′ 42″ Est / 50.8265, 4.3449 (Magasin Forge)                                             |        |
| Maison                                                  | Ernest Blerot                      | Avenue Brugmann 120/122/124        | Forest       | 1904                                                                  | 50° 49′ 04″ Nord 4° 21′ 03″ Est / 50.8179, 4.3509 (Maison)                                                    |        |
| Maison                                                  | Alphonse Boelens                   | Avenue Biesme 103                  | Forest       | 1903                                                                  | 50° 49′ 16″ Nord 4° 20′ 25″ Est / 50.8212, 4.3403 (Maison)                                                    |        |
| Maison                                                  | Benjamin De Lestré de Fabribeckers | Rue Africaine 92                   | Saint-Gilles | 1905                                                                  | 50° 49′ 30″ Nord 4° 21′ 27″ Est / 50.8251, 4.3574 (Maison)                                                    |        |
| Maison                                                  | Camille Damman                     | Avenue Demeur 51                   | Saint-Gilles | 1905                                                                  | 50° 49′ 31″ Nord 4° 20′ 40″ Est / 50.8253, 4.3444 (Maison)                                                    |        |
| Maison                                                  | Paul Vizzavona                     | Rue de Roumanie 40                 | Saint-Gilles | 1905                                                                  | 50° 49′ 39″ Nord 4° 21′ 01″ Est / 50.8275, 4.3503 (Maison)                                                    |        |
| Maison Aglave                                           | Paul Hankar                        | Rue Antoine Bréart 7               | Saint-Gilles | 1898                                                                  | 50° 49′ 27″ Nord 4° 21′ 00″ Est / 50.8242, 4.3499 (Maison Aglave)                                             |        |
| Maison Forge                                            | Paul Hankar                        | Avenue Adolphe Demeur 6            | Saint-Gilles | 1898                                                                  | 50° 49′ 32″ Nord 4° 20′ 50″ Est / 50.8255, 4.3471 (Maison Forge)                                              |        |
| Maison Géo Bernier                                      | Paul Hamesse                       | Rue de la Réforme 4                | Ixelles      | 50° 49′ 15″ Nord 4° 21′ 18″ Est / 50.8207, 4.355 (Maison Géo Bernier) | |        |
| Maison Gouweloos                                        | Paul Hankar                        | Rue d'Irlande 70                   | Saint-Gilles | 1896                                                                  | 50° 49′ 33″ Nord 4° 21′ 09″ Est / 50.8258, 4.3525 (Maison Gouweloos)                                          |        |
| Maison Horta (museu Horta) (Património Mundial)         | Victor Horta                       | Rue Américaine 23/25               | Saint-Gilles | 1898-1901                                                             | 50° 49′ 27″ Nord 4° 21′ 19″ Est / 50.8242, 4.3554 (Maison Horta)                                              |        |
| Maison les Hiboux                                       | Édouard Pelseneer                  | Avenue Brugmann 55                 | Saint-Gilles | 1899                                                                  | 50° 49′ 16″ Nord 4° 21′ 09″ Est / 50.8211, 4.3525 (Maison les Hiboux)                                         |        |
| Maison Nelissen                                         | Arthur Nelissen                    | Avenue du Mont Kemmel 5            | Forest       | 1905                                                                  | 50° 49′ 19″ Nord 4° 20′ 27″ Est / 50.822, 4.3409 (Maison Nelissen)                                            |        |
| Maison Peereboom                                        | Georges Peereboom                  | Avenue Jef Lambeaux 8 et 12        | Saint-Gilles | 1898                                                                  | 50° 49′ 26″ Nord 4° 20′ 46″ Est / 50.824, 4.3462 (Maison Peereboom)                                           |        |
| Casa ateliê de Georges Lemmers                          | Gabriel Charle                     | Rue de la Réforme 74               | Ixelles      | 1904                                                                  | 50° 49′ 12″ Nord 4° 21′ 31″ Est / 50.8199, 4.3585 (Maison-atelier de Georges Lemmers)                         |        |
| Casa ateliê do escultor Fernand Dubois                  | Victor Horta                       | Avenue Brugmann 80                 | Forest       | 1904                                                                  | 50° 49′ 09″ Nord 4° 21′ 06″ Est / 50.8191, 4.3517 (Maison-atelier Fernand Dubois)                             |        |
| Casa ateliê Louise de Hem                               | Ernest Blerot                      | Rue Darwin 15/17                   | Forest       | 1902 et 1905                                                          | 50° 49′ 06″ Nord 4° 21′ 06″ Est / 50.8182, 4.3518 (Maison-atelier Louise de Hem)                              |        |
| Maisons Dewin                                           | Jean-Baptiste Dewin                | Avenue Molière 151 et 172          | Forest       | 1905 et 1910                                                          | 50° 48′ 58″ Nord 4° 20′ 52″ Est / 50.8162, 4.3478 (Maisons Dewin)                                             |        |
| Maisons Hanssens                                        | Paul Hankar                        | Avenue Ducpétiaux 13/15            | Forest       | 1895                                                                  | 50° 49′ 26″ Nord 4° 21′ 11″ Est / 50.8239, 4.3531 (Maisons Hanssens)                                          |        |
| Maisons Jaspar                                          | Paul Hankar                        | Rue de la Croix de Pierre 76/78/80 | Saint-Gilles | 1894                                                                  | 50° 49′ 45″ Nord 4° 21′ 06″ Est / 50.8291, 4.3518 (Maisons Jaspar)                                            |        |
| Sequência                                               | Jean-Pierre Van Oostveen           | Chaussée de Waterloo 246 a 256     | Saint-Gilles | 1901                                                                  | 50° 49′ 34″ Nord 4° 20′ 48″ Est / 50.8261, 4.3468 (Séquence)                                                  |        |
| Sequência Blerot                                        | Ernest Blerot                      | Rue Vanderschrick 1 a 25           | Saint-Gilles | 1900 e 1902                                                           | 50° 49′ 55″ Nord 4° 20′ 41″ Est / 50.8319, 4.3446 (Séquence)                                                  |        |

### Schaerbeek
| Edifício            | Arquitecto         | Endereço                               | Município  | Date                                                       | Coordonnées                                                             | imagem |
| ------------------- | ------------------ | -------------------------------------- | ---------- | ---------------------------------------------------------- | ----------------------------------------------------------------------- | ------ |
| École Josaphat      | Henri Jacobs       | Rue Josaphat 229 et rue de la Ruche 30 | Schaerbeek | 1907                                                       | 50° 51′ 44″ Nord 4° 22′ 31″ Est / 50.8622, 4.3753 (École Josaphat)      |        |
| Maison              | Gustave Strauven   | Avenue Louis Bertrand 43               | Schaerbeek | 1906                                                       | 50° 51′ 49″ Nord 4° 22′ 33″ Est / 50.8635, 4.3758 (Maison)              |        |
| Maison              | François Hemelsoet | Avenue Louis Bertrand 38               | Schaerbeek | 50° 51′ 50″ Nord 4° 22′ 33″ Est / 50.8639, 4.3757 (Maison) |                                                                         |        |
| Maison              | Henri Jacobs       | Rue Maréchal Foch 7/11                 | Schaerbeek | 1904                                                       | 50° 52′ 06″ Nord 4° 22′ 26″ Est / 50.8684, 4.3739 (Maison)              |        |
| Maison              | François Hemelsoet | Avenue Eugène Demolder 22/24/26        | Schaerbeek | 1906                                                       | 50° 52′ 19″ Nord 4° 22′ 38″ Est / 50.872, 4.3771 (Maison)               |        |
| Maison              | Henri Jacobs       | Avenue Eugène Demolder 40              | Schaerbeek | 1910-1913                                                  | 50° 52′ 20″ Nord 4° 22′ 40″ Est / 50.8722, 4.3779 (Maison)              |        |
| Maison              | François Hemelsoet | Avenue Albert Giraud 9/11/13           | Schaerbeek | 1912                                                       | 50° 52′ 26″ Nord 4° 22′ 42″ Est / 50.8738, 4.3782 (Maison)              |        |
| Maison Autrique     | Victor Horta       | Chaussée de Haecht 266                 | Schaerbeek | 1893                                                       | 50° 51′ 48″ Nord 4° 22′ 23″ Est / 50.8633, 4.3731 (Maison Autrique)     |        |
| Maison Devalck      | Gaspard Devalck    | Rue André Van Hasselt 32/34            | Schaerbeek | 1899                                                       | 50° 51′ 12″ Nord 4° 22′ 47″ Est / 50.8534, 4.3798 (Maison Devalck)      |        |
| Maison Henri Jacobs | Henri Jacobs       | Rue Maréchal Foch 9                    | Schaerbeek | 1900                                                       | 50° 52′ 06″ Nord 4° 22′ 27″ Est / 50.8684, 4.3741 (Maison Henri Jacobs) |        |
| Maisons             | François Hemelsoet | Avenue Sleeckx 34 à 44                 | Schaerbeek | 1910-1912                                                  | 50° 52′ 25″ Nord 4° 22′ 51″ Est / 50.8736, 4.3808 (Maisons)             |        |

### Outros bairros
| Edifício                              | Arquitecto                             | Endereço                      | Município                                                   | Date | Coordonnées                                                                               | Illus. |
| ------------------------------------- | -------------------------------------- | ----------------------------- | ----------------------------------------------------------- | ---- | ----------------------------------------------------------------------------------------- | ------ |
| Hôtel Cohn-Donnay                     | Paul Hamesse                           | Rue Royale 316                | Saint-Josse-ten-Noode                                       | 1904 | 50° 51′ 27″ Nord 4° 22′ 03″ Est / 50.8575, 4.3676 (Hôtel Cohn-Donnay)                     |        |
| Maison Delune                         | Léon Delune                            | Avenue Franklin Roosevelt 86  | Bruxelles                                                   | 1904 | 50° 48′ 32″ Nord 4° 23′ 04″ Est / 50.809, 4.3845 (Maison Delune)                          |        |
| Maison Govaerts                       | Léon Govaerts                          | Rue de Liedekerke 112         | Saint-Josse-ten-Noode                                       | 1899 | 50° 51′ 08″ Nord 4° 22′ 29″ Est / 50.8522, 4.3747 (Maison Govaerts)                       |        |
| Maison Mayeres                        | Michel Mayeres                         | Rue Potagère 150              | Saint-Josse-ten-Noode                                       | 1904 | 50° 51′ 21″ Nord 4° 22′ 26″ Est / 50.8559, 4.3739 (Maison Mayeres)                        |        |
| Maison-atelier du peintre Émile Fabry | Émile Lambot                           | Rue du Collège Saint-Michel 6 | Woluwe-Saint-Pierre                                         | 1902 | 50° 50′ 05″ Nord 4° 24′ 49″ Est / 50.8346, 4.4137 (Maison-atelier du peintre Émile Fabry) |        |
| Maisons                               | Avenue des Rogations 15 a 21 e 39 a 43 | Woluwe-Saint-Lambert          | 50° 50′ 34″ Nord 4° 24′ 17″ Est / 50.8427, 4.4047 (Maisons) |      |                                                                                           |        |
| Villa Le Bloemenwerf                  | Henry Van de Velde                     | Avenue Vanderaey 80           | Uccle                                                       | 1895 | 50° 47′ 45″ Nord 4° 20′ 36″ Est / 50.7959, 4.3434 (Villa Le Bloemenwerf)                  |        |
| Villa Pelseneer                       | Édouard Pelseneer                      | Avenue Winston Churchill 51   | Uccle                                                       | 1910 | 50° 48′ 44″ Nord 4° 21′ 03″ Est / 50.8123, 4.3509 (Villa Pelseneer)                       |        |

## Edifícios destruídos
- Bruxelas :
  - Maison du Peuple, Victor Horta, rue Joseph Stevens (1896-1898, demolida en 1965)
  - Hôtel Aubecq, Victor Horta, avenue Louise 520 (1899-1902, demolida em 1950)
- Ixelles: 
  - maison Blerot, rue Vilain XIIII 1 (1901-1908, demolida em 1965)